# 大日通
大日通（だいにちどおり）は兵庫県神戸市中央区の町名。現行行政地名は大日通一丁目から大日通七丁目。郵便番号は651-0064。

## 地理
旧葺合区域東端南部に位置し、東西に長い。住宅・商業地域。東から順に一～七丁目が置かれる。東は灘区の原田通、南は割塚通、西は神若通、北は宮本通に隣接する。大日商店街があり、一丁目に県営住宅大日高層団地・王子南公園、七丁目に大日公園がある。

## 歴史

### 地名の由来
大正5年（1916年）に神戸市葺合町の一部から成立。町名は明治43年の地籍図にある大日という小字名から。字大日の由来は、『神戸の町名 改訂版』によれば、滝勝寺が栄えていたころ大日寺という末寺があったからとも、大日如来を祀ったお堂があったからとも。

### 沿革
はじめ神戸市、昭和6年（1931年）より同市葺合区、昭和55年（1980年）より同市中央区に所属。
- 大正8年（1919年）：葺合警察署開設。
- 昭和11年（1936年）：阪神急行電鉄（現：阪急電鉄神戸本線）が高架で三宮駅へ乗り入れ、七丁目の近くに春日野道駅が設けられる。
- 昭和23年（1948年）：戦災に遭った葺合警察署が吾妻通五丁目へ移転。

## 人口統計
- 平成17年国勢調査（2005年10月1日現在）での世帯数717、人口1,422、うち男性684人、女性738人[2]。
- 昭和63年（1988年）の世帯数961・人口2,339[3]。
- 昭和35年（1960年）の世帯数1,074・人口3,790[3]。
- 大正9年（1920年）の世帯数692・人口2,749[3]。

## 出身・ゆかりのある人物
- 沖久正留（政治家） - 神戸市会議員（公明党）[4]

自宅が大日通2丁目にある。